# إصبعيات الشفة
إصبعيات الشفة (الاسم العلمي: Cheilodactylidae)، تُعرف أيضًا باسم مورونغ أو أسماك الزبدة أو الإصبعيات أو أسماك جاك أو شبوط البحر أو النهاش أو الموكي، هي فصيلة أسماك من شعاعيات الزعانف البحرية. توجد في المحيطات شبه الاستوائية في نصف الكرة الجنوبي. يُستعمل اسم «مورونغ» أيضًا كاسم للعديد من الأسماك غير ذات الصلة الموجودة في المياه الأسترالية، مثل حلوة الشفة الملونة (Diagramma pictum). تصنيف الأنواع داخل إصبعيات الشفة وفصيلة البواقيات قريبة الصلة غير واضح.